# Lund (Rogaland)
Lund is een gemeente in de Noorse provincie Rogaland. De gemeente grenst aan Sirdal, Flekkefjord, Sokndal en Eigersund. Lund telde 3259 inwoners in januari 2017. Samen met de omliggende gemeenten vormt Lund Magma Geopark.

## Plaatsen in de gemeente
- Moi
- Heskestad

Bjerkreim · Bokn · Eigersund · Gjesdal · Hå · Haugesund · Hjelmeland · Karmøy · Klepp · Kvitsøy · Lund · Randaberg · Sandnes · Sauda · Sokndal · Sola · Stavanger · Strand · Suldal · Time · Tysvær · Utsira · Vindafjord

Fylker van Noorwegen